# Epeolus ainsliei
Epeolus ainsliei (лат.) — вид земляных пчёл-кукушек рода Epeolus из подсемейства Nomadinae (Apidae).

## Распространение
Северная Америка: Канада и США.

## Описание
Мелкие слабоопушенные пчёлы, с беловато-жёлтыми отметинами на теле как у ос и рыжевато-красными ногами. Длина менее 1 см. Жвалы без преапикального угла, метанотум без выемки. Клептопаразиты пчёл рода Colletes (C. susannae), в гнёзда которых откладывают свои яйца. Обнаружены на цветах Dalea purpurea, Dalea villosa (Leguminosae). Максиллярные щупики 1-члениковые. 2-й стернит брюшка матовый. Брюшко частично красное. У самок на 6-м стерните брюшка расположены ланцетовидные, мелко зазубренные отростки. В переднем крыле три радиомедиальных ячейки, 1-я из них много крупнее 3-й. Вершина радиальной ячейки (по форме она эллиптическая) удалена от переднего края крыла. Задние голени со шпорами.